# Guilhèm de Sant Leidier

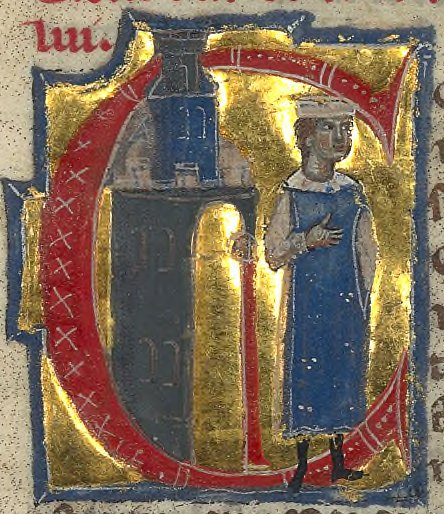
Manuscrit de la vida de Guilhèm de Sant Leidier

Guilhèm de Sant Leidier (autres désignations : Guilhem de Saint-Leidier, Guilhem de Saint Deslier, Guillem de Saint Deidier) est un troubadour de langue occitane, né vers 1150 et disparu entre 1195 et 1200. Il est l'auteur de 15 cansos, une tençon et un planh connus à ce jour.
Il est l'oncle du troubadour Gauseran de Sant Leidier.